# 김철 (1964년)
김철(金哲, 1964년 8월 4일 ~ , 전라남도 신안군 출생)은 대한민국의 정치인이다.

## 생애
김철은 국민참여당 마포지역위원회 위원장을 역임했으며, 국민의당 마포을 국회의원 후보로 제20대 국회의원선거에 임했다.

## 경력
- 새천년민주당 당무위원 겸 행정위원(2000년 ~ 2002년)
- 열린우리당 당무위원 겸 행정위원(2006년 ~ 2007년)
- 대통합민주신당 당무위원 겸 행정위원(2007년 ~ 2008년)
- 국민참여당 당무위원 겸 상임위원(2010년 ~ 2011년)
- 국민의당 당무위원(2016년 ~ 2017년)
- 국민의당 최고위원 겸 당무위원(2017년 ~ 2018년)
- 민주평화당 상임고문 겸 당무위원
- 대안신당 상임고문 겸 당무위원
- 민생당 상임고문 겸 당무위원
- 미래통합당 상임고문 겸 당무위원
- 국민의힘 고문 겸 당무위원
- 새로운선택

## 역대 선거 결과
|  | 10.75% |

|  | 15.67% |